# GayBlade
GayBlade est un jeu vidéo d'action-RPG développé par Ryan Best et sorti en 1992. Il est connu comme faisant partie des premiers jeux vidéo sur le thème LGBT (précédés en 1989 par Caper In the Castro) et est longtemps considéré comme perdu. Les efforts de récupération par LGBTQ Video Game Archive  aboutissent en 2020 à une émulation jouable.

## But du jeu
Le joueur affronte des hordes d'ennemis homophobes, y compris des rednecks, des skinheads ou encore des républicains ou des télévangélistes, afin de sauver l'impératrice Nelda et de la ramener à Castle Gaykeep. Le boss final du jeu est le commentateur politique paléoconservateur Pat Buchanan, l'opposant le plus notoire de l'époque aux droits des homosexuels,.

## Héritage
Dans la série documentaire Netflix 2020 High Score Ryan Best et GayBlade apparaissent dans le troisième épisode, sur les premiers RPG. Au moment de la production en 2019, Ryan Best a perdu toutes les copies lors d'un déménagement d'Hawaï à San Francisco des années auparavant et en cherche depuis lors, ce qu'il dit aux producteurs de l'émission. Dans le cadre de leur travail, l'équipe de production effectue des recherches en ligne, notamment en contactant les LGBTQ Video Game Archive (en français : l'archives des jeux vidéo LGBTQ), pour rechercher des images et des copies. Lors de la post-production de la série, ils apprennent qu'une copie du jeu a refait surface lors de l'événement de clôture de l'exposition Rainbow Arcade  au Schwules Museum (Gay Museum) à Berlin en mai 2019, ce qui est brièvement mentionné dans l'épisode qui parle du jeu, puis développé dans les reportages le jour de la sortie de la série sur Netflix. En effet, Ryan Best trouve cette copie de son jeu perdu avant la fermeture de l'exposition. Il travaille alors avec un archiviste du Computerspiele Museum (Musée du jeu informatique) à Berlin, la LGBTQ video Game Archive, le Strong National Museum of Play et l'Internet Archive pour préserver le jeu et le mettre à la disposition de tous à la fois sous une forme émulée et en version téléchargeable,.